# Chapelle des Oratoriens de Nevers
La chapelle des Oratoriens est un édifice catholique situé à Nevers, en France.

## Localisation
Elle est située rue de l'Oratoire à Nevers.

## Historique
Cette ancienne chapelle fut construite au XVIIe siècle.
Construite en 1679, cette église appartenait à la congrégation des prêtres de l'Oratoire, fondée par le cardinal Pierre de Bérulle pour la formation du clergé français, appelés à Nevers dès 1618 pour créer le séminaire. Œuvre de l'architecte nivernais Joseph Lingre, elle respecte les caractéristiques de l'architecture religieuse de la contre-réforme catholique qui suivit le concile de Trente. Elle présentait à l'origine une façade à deux ordres superposés dont le seul ordre composite du premier niveau subsiste. Sans obligation d'orientation, afin de mieux s'inscrire dans le parcellaire médiéval, elle est toutefois en retrait de la rue dont l'élargissement était prévu.

(source : « Cheminement piéton de la Ville de Nevers »).

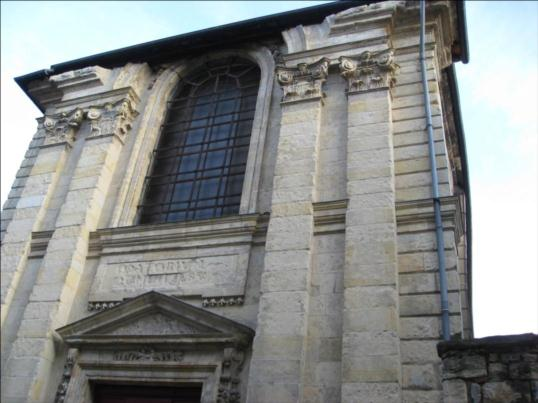
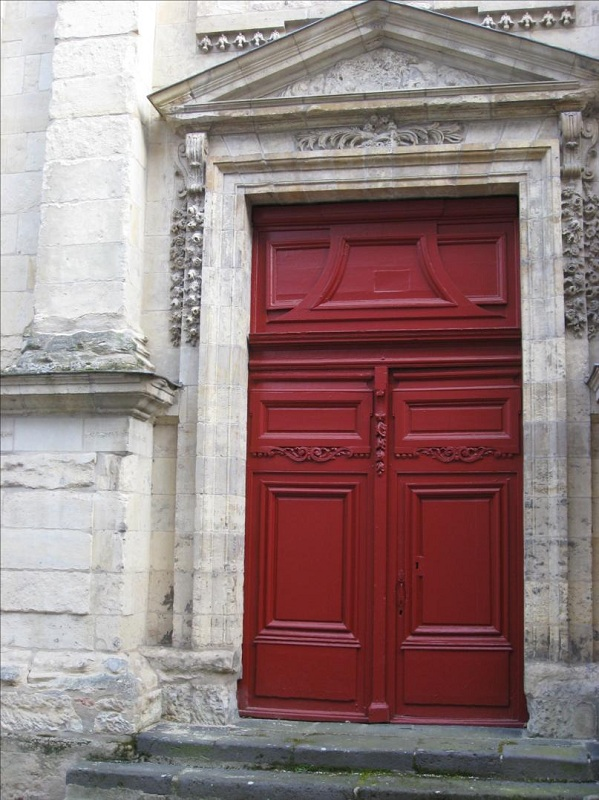
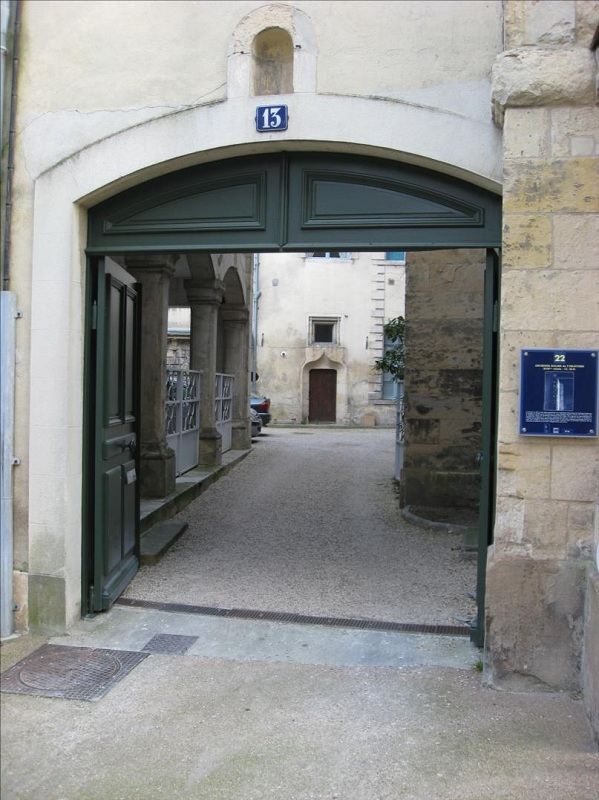
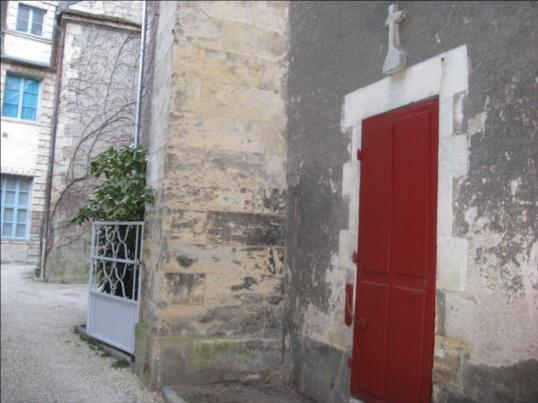